# Ел Чималајо (Сантијаго Чазумба)
Ел Чималајо (шп. El Chimalayo) насеље је у Мексику у савезној држави Оахака у општини Сантијаго Чазумба. Насеље се налази на надморској висини од 1815 м.

## Становништво
Према подацима из 2010. године у насељу су живела 2 становника.

### Хронологија
| Година       | 2000        | 2005 | 2010 |
| ------------ | ----------- | ---- | ---- |
| Становништво | 16 (11 / 5) | 8    | 2    |

### Попис
| # | Индикатор                     | Вредност |
| - | ----------------------------- | -------- |
| 1 | Укупно домаћинстава           | 2        |
| 2 | Укупно насељених домаћинстава | 1        |
| 3 | Величина локације             | 1        |